# Реакции скалывания
Реакция скалывания — результат взаимодействия частиц высокой энергии с тяжёлым ядром, при котором из ядра вылетает часть нуклонов и лёгких кластеров.
Такие реакции происходят естественным образом в атмосфере Земли вследствие воздействия космических лучей, а также на поверхности космических тел. Свидетельства протекания реакций скалывания космическими лучами можно зафиксировать на внешней поверхности тел, и существует возможность измерения продолжительности воздействия. Состав самих космических лучей также указывает на то, что они вступают в реакции скалывания ещё до того, как достигают поверхности Земли, потому что доля в них лёгких элементов, таких как литий, бор и бериллий, превышает средние космические содержания; эти элементы в космических лучах, очевидно, образуются в результате расщепления кислорода, азота, углерода и, возможно, кремния в исходных космических лучах или во время их нахождения в атмосфере. На Земле обнаружены космогенные изотопы алюминия, бериллия, хлора, йода и неона, образовавшиеся в результате расщепления земных элементов при бомбардировке космическими лучами.
Реакции скалывания являются также одним из процессов, с помощью которых в ускорителях частиц создаются пучки нейтронов. Пучок частиц, состоящий из протонов с энергией около 1 ГэВ, попадает в мишень, состоящую из ртути, тантала, свинца или другого тяжелого металла. Ядра-мишени возбуждаются, и после их возбуждения из ядра выбрасывается от 20 до 30 нейтронов. Хотя это гораздо более дорогой способ получения нейтронных пучков, чем получение путём цепной реакции ядерного деления в ядерном реакторе, он имеет преимущество в том, что относительно легко можно получить пульсирующие нейтронные пучки. Кроме того, энергетическая стоимость одного нейтрона, полученного в реакции скалывания, в шесть раз ниже, чем стоимость нейтрона, полученного в результате реакции ядерного деления. Другим преимуществом этого способа получения нейтронов является то, что в отличие от ядерного деления, нейтроны, полученные в реакции скалывания, не могут запускать дальнейшие процессы деления. Следовательно, нет цепной реакции, что делает процесс некритическим. Наблюдения за расщеплением космических лучей были сделаны уже в 1930-х годах, но первые наблюдения в ускорителях частиц произошли в 1947 году, и термин «расщепление» был придуман нобелевским лауреатом Гленном Т. Сиборгом в том же году.

## Расщепление космическими лучами
Расщепление космическими лучами, также известное как x-процесс, представляет собой набор естественных ядерных реакций, вызывающих нуклеосинтез; явление относится к образованию химических элементов при воздействии космических лучей на атомы разного сорта. Космические лучи — это высокоэнергетические заряженные частицы, возникшие и существующие за пределами Земли - протоны, альфа-частицы и ядра многих более тяжелых элементов. Около 1% космических лучей также состоит из свободных электронов.
Космические лучи вызывают расщепление, когда  частица луча (например, протон) сталкивается с веществом, включая другие космические лучи. Результатом столкновения является выбивание большого количества нуклонов (протонов и нейтронов) из объекта удара. Этот процесс происходит не только в глубоком космосе, но и в верхней атмосфере Земли и на поверхности земной коры (обычно в верхних десяти метрах) из-за постоянного воздействия космических лучей.

### Процесс
Считается, именно из-за расщепления космических лучей во вселенной высоко содержание некоторых лёгких элементов — лития, бериллия и бора, а также изотопа гелия-3. Этот процесс (космогенный нуклеосинтез) был обнаружен в течение 1970-х годов: модели нуклеосинтеза Большого взрыва показали, что количество дейтерия слишком велико для существующей скорости расширения Вселенной, и, следовательно, необходимо было найти процессы, которые могли генерировать дейтерий после прошедшего нуклеосинтеза Большого взрыва. Расщепление космических лучей было исследовано в качестве возможного процесса синтеза дейтерия. Как оказалось, расщепление не могло генерировать большое количество дейтерия, но новые исследования показали, что этот процесс приводит к синтезу лития, бериллия и бора; действительно, изотопов этих элементов больше в ядрах космических лучей по сравнению с солнечной атмосферой (тогда как водород и гелий в космических лучах присутствуют примерно в тех же пропорциях).
X-процесс является основным средством нуклеосинтеза пяти стабильных изотопов лития, бериллия и бора. Поскольку протон-протонная цепная реакция не может протекать дальше 4He из-за несвязанной природы 5He и 5Li, и тройной альфа-процесс пропускает все виды между 4He и 12C, эти элементы не  производятся в основных реакциях звездного нуклеосинтеза. Кроме того, ядра этих элементов (например, 7Li) относительно слабо связаны, что приводит к их быстрому разрушению в звёздах и отсутствию значительного накопления. Таким образом, постулировалось, что для объяснения их существования во Вселенной необходим поиск другого процесса нуклеосинтеза, происходящего вне звёзд. В настоящее время известно, что этот процесс происходит в космических лучах, где более низкая температура и плотность частиц способствуют реакциям, приводящим к синтезу лития, бериллия и бора.
В дополнение к вышеуказанным лёгким элементам в материалах солнечной системы благодаря расщеплению космическими лучами образуются тритий и изотопы алюминия, углерода (углерод-14), фосфора (фосфор-32), хлора, йода и неона, которые называются космогенными нуклидами. Поскольку они остаются в ловушке в атмосфере или в породе, в которой они образовались, некоторые из них могут быть очень полезны при датировке материалов по содержанию космогенных радионуклидов, особенно в геологии. При образовании космогенного нуклида космический луч взаимодействует с ядром атома солнечной системы in situ, вызывая его расщепление. Эти изотопы образуются в пределах земных материалов, таких как минералы или почвы в земной атмосфере, и в космических телах, таких как метеориты. Измеряя космогенные изотопы, учёные могут получить представление о ряде геологических и астрономических процессов. Существуют как радиоактивные, так и стабильные космогенные изотопы. Некоторые из известных естественных радиоизотопов - это тритий, углерод-14 и фосфор-32.
Время их образования определяет, какие нуклиды, образованные расщеплением космическими лучами, являются первичными, а какие — космогенными (нуклид не может принадлежать к обоим классам). Считается, что стабильные нуклиды лития, бериллия и бора, найденные на Земле, были получены путём расщепления космическими лучами преимущественно до образования солнечной системы (что делает их первичными нуклидами по определению). Они не называются «космогенными», несмотря на то, что образовались в результате того же процесса, что и космогенные нуклиды. Напротив, радиоактивный нуклид бериллий-7 попадает в этот диапазон лёгких элементов, но этот нуклид имеет слишком короткий период полураспада, чтобы он мог образоваться до образования солнечной системы, так что он не может быть первичным нуклидом. Поскольку путь расщепления космическими лучами является наиболее вероятным источником бериллия-7 в окружающей среде, поэтому он является космогенным.

## Генерация нейтронных пучков на нейтронном источнике расщепления
Обычно генерация нейтронов в источнике расщепления начинается с мощного протонного ускорителя. Ускоритель может состоять только из линейного ускорителя (как в Европейский источник нейтронов ESS ) или из комбинации линейного ускорителя и синхротрона (например, Источник нейтронов ISIS ) или циклотрон (например, PSI). Например, источник нейтронов ISIS основан на некоторых компонентах бывшего синхротрона Nimrod. Nimrod был неконкурентоспособен для физики элементарных частиц, поэтому его заменили новым синхротроном, изначально использующим оригинальные инжекторы, но который производит высокоинтенсивный импульсный пучок протонов. Принимая во внимание, что Nimrod будет производить около 2 мкА при 7 ГэВ, ISIS производит 200 мкА при 0,8 ГэВ. Это даёт возможность получения импульсного пучка протонов с частотой импульсов 50 Гц, и этот интенсивный пучок протонов фокусируется на мишени. Были проведены эксперименты с мишенями из обеднённого урана, но, хотя они производят самые интенсивные нейтронные пучки, они также имеют самый короткий срок службы. Поэтому обычно используются мишени из тантала или вольфрама. Процессы расщепления в мишени производят нейтроны, первоначально при очень высоких энергиях — хорошей доле энергии протона. Эти нейтроны затем замедляются в замедлителях, заполненных жидким водородом или жидким метаном, до энергий, необходимых для рассеивающих приборов. В то время как протоны могут быть сфокусированы, так как они имеют заряд, нейтроны сфокусировать невозможно, поэтому инструменты расположены вокруг замедлителей.
Инерциальный термоядерный синтез способен генерировать на порядки больше нейтронов, чем процесс расщепления. Такой способ может быть полезным для нейтронной радиографии, которая может использоваться для определения местоположения атомов водорода в структурах, исследования теплового движения атомов и более эффективного изучения коллективных возбуждений фотонов, чем рентгеновские лучи.